# Chevannes, Loiret

Chevannes este o comună în departamentul Loiret din centrul Franței. În 1 ianuarie 2022 avea o populație de 319 de locuitori.